# Едуард Дубински
Едуард Исакович Дубински (рус. Эдуа́рд Исаа́кович Дуби́нский; 6. април 1935 — 11. мај 1969) био је совјетски фудбалер, играо је на позицији одбрамбеног играча.

## Биографија
Дубински је током фудбалске каријере већином играо за клубове из СССР-а. Најпознатији тим за који је играо био је ЦСКА из Москве. Као део репрезентације СССР-а учествовао је на Светском првенству 1962. године. У мечу са репрезентацијом Југославије, доживео је тежак прелом ноге као резултат грубе игре Мухамеда Мујића, након чега је Дубински послат у болницу и касније оперисан неколико пута. Мујић није добио никакву казну, није ни упозорен. Међутим, због преоштрог старта, Југословени су касније сами уклонили Мујића из екипе и то му је био последњи меч за национални тим.
За репрезентацију СССР-а одиграо је 12 утакмица. Као део националног тима отишао је на завршни турнир Европског првенства 1964, али није улазио у игру, СССР је заузео друго место. 
Дубински је успео да се врати на терен после здравствених проблема, али је 1969. године умро од саркома, који се развио као последица повреде.

## Успеси

### Репрезентација
СССР
- Европско првенство друго место: Шпанија 1964.